# Chen Yanmei
Chen Yanmei (* 1987) ist eine ehemalige chinesische Sprinterin, die sich auf den 400-Meter-Lauf spezialisiert hat. Zu ihren größten Erfolgen zählt der mit der chinesischen 4-mal-400-Meter-Staffel bei den Asienmeisterschaften 2009 und bei den Hallenasienmeisterschaften 2012.

## Sportliche Laufbahn
Erste Erfahrungen bei internationalen Meisterschaften sammelte Chen Yanmei im Jahr 2009, als sie bei den Asienmeisterschaften im heimischen Guangzhou 3:31,08 min gemeinsam mit Tang Xiaoyin, Chen Jingwen und Chen Lin die Goldmedaille mit der chinesischen 4-mal-400-Meter-Staffel gewann. 2011 startete sie mit der Staffel bei den Weltmeisterschaften in Daegu und verpasste dort mit 3:32,39 min den Finaleinzug. Im Jahr darauf siegte sie bei den Hallenasienmeisterschaften in Hangzhou in 3:40,34 min gemeinsam mit Tang Xiaoyin, Cheng Chong und Chen Jingwen im Staffelbewerb. 2013 siegte sie mit der Staffel in 3:35,65 min auch bei den Ostasienspielen in Tianjin und beendete daraufhin ihre aktive sportliche Karriere im Alter von 26 Jahren.
2012 wurde Chen chinesische Meisterin in der 4-mal-400-Meter-Staffel.

## Persönliche Bestzeiten
- 400 Meter: 53,19 s, 9. September 2011 in Hefei
  - 400 Meter (Halle): 54,59 s, 14. Februar 2009 in Nanjing